# ZB ABReh 150
De ZB ABReh 150 is een zevendelig treinstel, een zogenaamde lichtgewichttrein met tandradaandrijving en lagevloerdeel voor het regionaal personenvervoer van de Zentralbahn (ZB).

## Geschiedenis

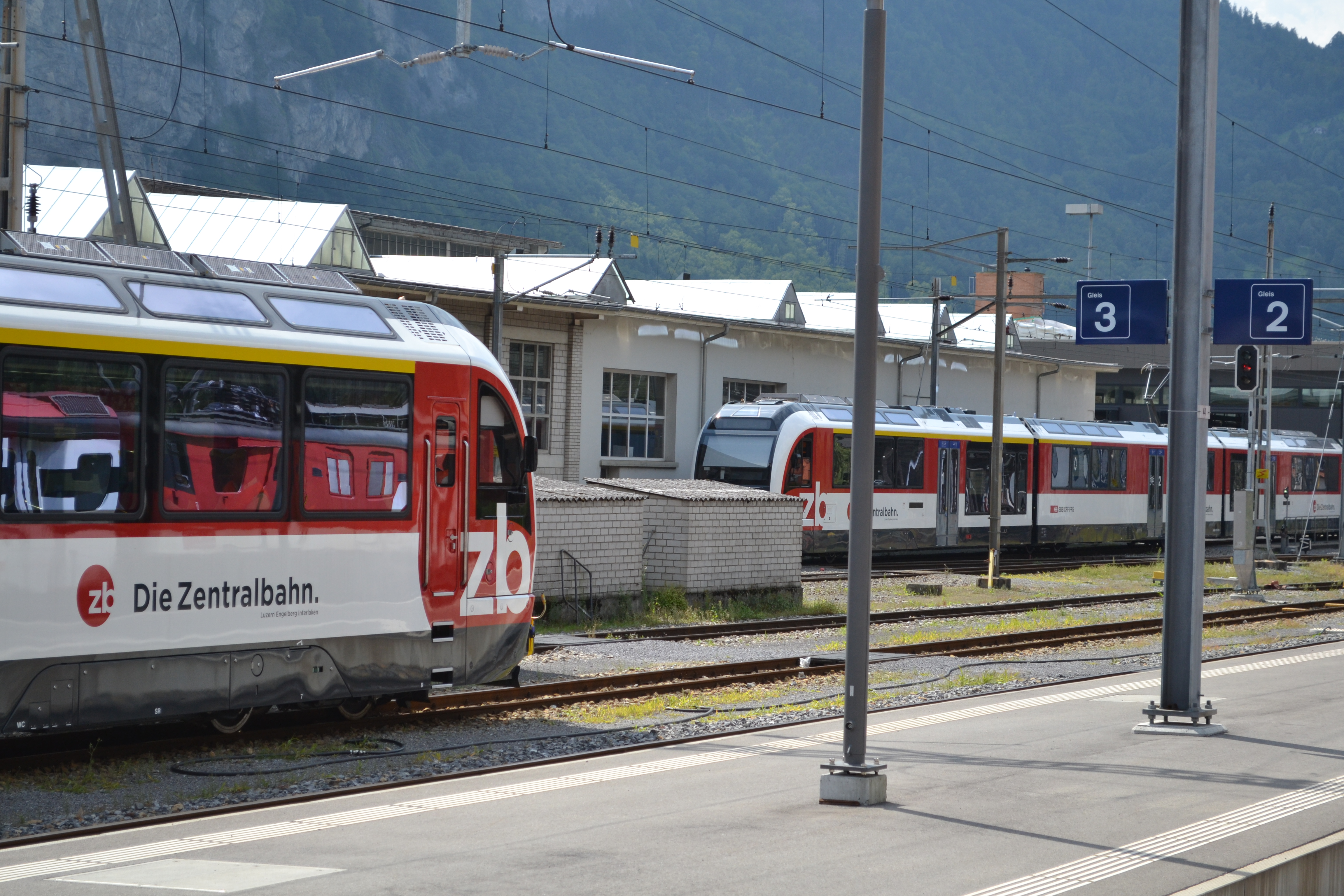
Treinstellen van de verschillende lengtes te Meiringen.

In september 2009 bestelde Zentralbahn 10 Interregio treinstellen bij Stadler Rail. Dit waren vier 7-delige treinstellen type ABReh 150 met de typenaam ADLER en zes 3-delige treinstellen type ZB ABeh 160, typenaam FINK. Deze treinen werden ontwikkeld voor smalspoorlijnen met tandstaaf. Beide soorten treinen zijn gebaseerd op hetzelfde concept. Wat betreft de aandrijving zijn de 7-delige stellen gelijk aan twee 3-delige stellen, met ertussen een niet aangedreven restauratierijtuig.
Op 15 februari 2012 vond in Bussnang bij Stadler Rail de Roll-out van deze treinstellen plaats. Op 16 juli 2012 werd het eerste treinstel afgeleverd en op 22 september 2012 bij een volksfeest aan het publiek voorgesteld.

## Constructie en techniek
Het treinstel bestaat uit 7 rijtuigbakken van aluminium. Het zijn eigenlijk twee 3-delige eenheden met daarin de aandrijving, en een los rijtuig in het midden. Elk 3-delige eenheid bestaat uit een middenbak op twee draaistellen, waarvan de binnenste assen een in hoogte verstelbare tandwielaandrijving (tandradsysteem Riggenbach) hebben. 
Nieuw ontwikkelde tandrad aandrijving
Door instelbaar maken van de tandwiel ten opzichte van de tandstaaf is het mogelijk om grotere onderhoudsintervallen uit te voeren. 
De andere twee rijtuigbakken zijn aan de ene kant opgehangen aan de middenbak en hebben aan de andere kant een draaistel met twee apart aangedreven assen (adhesie). Deze twee bakken hebben een laagvloergedeelte.
De treinstellen kunnen tot twee stuks gecombineerd rijden. De treinstellen zijn uitgerust met luchtvering, airconditioning en panoramaruiten. Er zijn in totaal vier toiletten aanwezig (gesloten systeem), waarvan er één toegankelijk is voor gehandicapten.

### Nummering
De treinen werden door de Zentralbahn (ZB) als volgt genummerd:
- ABeh 150 101 - WR 301 - ABeh 150 102

## Treindiensten
Het treinstel wordt in 2012/2013 door de Zentralbahn ingezet op de volgende traject:
- Luzern - Interlaken Ost